# Colin McDonald (labdarúgó)
Colin Agnew McDonald (Bury, 1930. október 15. –) angol labdarúgókapus, edző.
Az angol válogatott tagjaként részt vett az 1958-as labdarúgó-világbajnokságon.